# Maringá
Maringá este un oraș în statul Paraná (PR), Brazilia.

## Personalități născute aici
- Ademar José Gevaerd (1962 - 2022), jurnalist, ufolog;
- Alessandro Santos (n. 1977), fotbalist;
- David Lopes (n. 1982), fotbalist;
- Natália Falavigna (n. 1984), sportivă la taekwondo;
- Gabriela Moreschi (n. 1994), handbalistă;
- Christian Kendji Wagatsuma Ferreira (cunoscut ca Kazu, n. 2000), fotbalist.